# Mecanização agrícola
A mecanização agrícola dedica-se ao planejamento, execução e desenvolvimento dos processos de produção agrícolas por meio da utilização de máquinas, implementos, ferramentas mecânicas ou qualquer outro meio mecânico. 
A agricultura mecanizada atual inclui o uso de tratores, caminhões, colheitadeiras, inúmeros tipos de implementos agrícolas, aviões e helicópteros (para aplicação aérea) e outros veículos. A agricultura de precisão ainda usa computadores em conjunto com imagens de satélite e navegação por satélite (orientação GPS) para aumentar os rendimentos. Atualmente, novos equipamentos eletrônicos digitais estão cada vez mais unindo-se às máquinas motorizadas para automatizar a produção agropecuária.
A mecanização agrícola faz parte desta evolução tecnológica da automação agrícola.  Pode ser resumido como uma mudança progressiva das ferramentas manuais para a tração animal, para a mecanização motorizada, para o equipamento digital e, finalmente, para a robótica com inteligência artificial (IA).  Estes avanços podem aumentar a produtividade e permitir uma gestão mais cuidadosa das culturas, da pecuária, da aquicultura e da silvicultura; proporcionar melhores condições de trabalho; melhorar os rendimentos; reduzir a carga de trabalho da agricultura; e gerar novas oportunidades de empreendedorismo rural. 

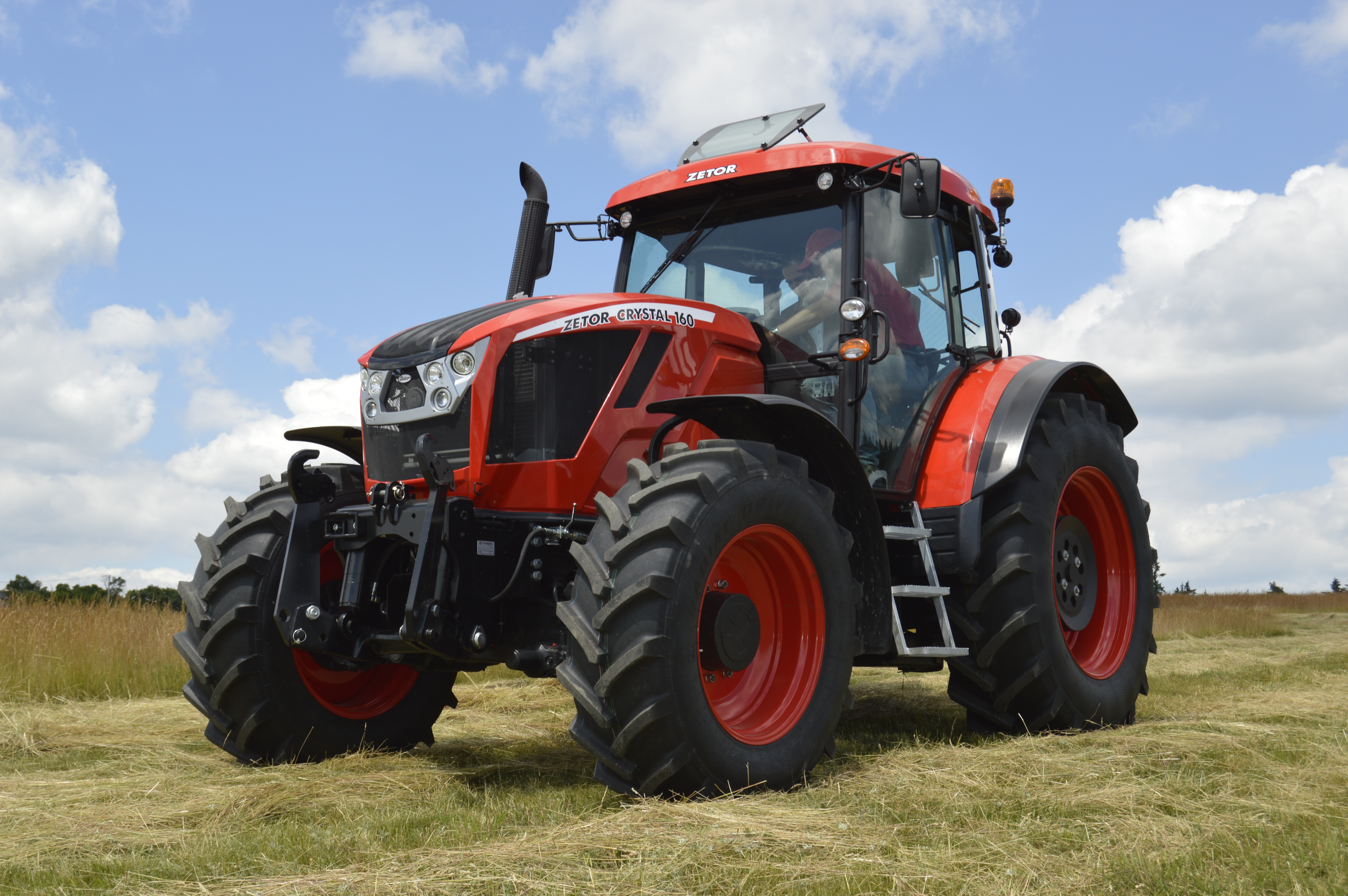
Trator

A mecanização foi um dos grandes fatores responsáveis pela urbanização e pelas economias industriais. Além de melhorar a eficiência da produção agrária, a mecanização incentiva a produção em larga escala e, às vezes, pode melhorar a qualidade dos produtos agrícolas. Por outro lado, pode causar degradação ambiental (como poluição, desmatamento e erosão do solo), especialmente se for aplicada de forma mal planejada e não holística.

Pensando em sustentabilidade, a empresa New Holland lançou o primeiro trator elétrico autônomo na indústria. Essa máquina utiliza energia limpa, sem emissão de poluentes, funcionando por mais tempo sem necessidade de combustível. Assim, essas inovações revolucionam a experiência agrícola do mundo.